# SV Sigmaringen
Der Spielverein der Stadt und Garnison SV Sigmaringen e. V. ist ein deutscher Fußballverein mit Sitz in der baden-württembergischen Stadt Sigmaringen im gleichnamigen Landkreis.

## Geschichte

### Gründung bis Nachkriegszeit
Die Gründung des Vereins fand am 1. April 1920 in einer Fußballabteilung unter dem Namen FC Sigmaringen innerhalb des Turnerbundes Sigmaringen statt. Ein erstes Spiel des Vereins fand am 2. Mai statt. Bereits am 23. Juli wurde aus dieser Abteilung auch ein eigener Verein. In den 1930er Jahren spielte der Verein in der 1. und 2. Kreisklasse. Nach dem Ausbruch des Zweiten Weltkriegs im Jahr 1939 wurde der Spielbetrieb bis Kriegsende ausgesetzt.
Nach dem Ende des Kriegs startete man 1946 in der Bezirksklasse Donau-Bussen. Die Namensänderung in Spielverein folgte im Jahr 1947. Zur Saison 1949/50 gelang der Aufstieg in die zu dieser Zeit zweitklassige Landesliga Südwürttemberg. Mit 20:24 Punkten platzierte man sich auf dem achten Platz der Gruppe Süd. Nach dieser Spielzeit wurde die Liga aufgelöst, womit die Mannschaft in die neue viertklassige 2. Amateurliga überging.

### 1950er bis 1960er Jahre
Nach einigen Jahren, in denen die Klasse gehalten werden konnte, ging es nach der Saison 1955/56 aufgrund einer schwächer werdenden Mannschaft runter in die Bezirksliga. Die Stadt wurde Bundeswehr-Garnison und so konnte man die geschwächte Mannschaft mit Soldaten aufstocken. Bestärkt dadurch gelang in der Saison 1958/59 der Aufstieg zurück in die 2. Amateurliga. Da einige der hinzugewonnenen Spieler jedoch ihren Standort wechselten, musste man nach der Spielzeit 1960/61 wieder absteigen, diesmal in die A-Klasse. Zur Folgesaison gelang der direkte Wiederaufstieg. Diesmal sollte der Klassenerhalt bis zum Ende der Spielzeit 1965/66 andauern. Hiernach musste man ein weiteres Mal in die A-Klasse absteigen. Grund war eine erneute Schwächung der Mannschaft durch die Einführung des freien Wochenendes seitens der Bundeswehr.

### 1970er bis 1990er Jahre
Als Meister wurde in der Saison 1969/70 wieder mit einer verstärkten Mannschaft der Aufstieg geschafft. Ab nun war die Mannschaft bis zum Ende der Spielklasse in der Liga vertreten und konnte mit dem vierten Platz in der Saison 1976/77 seine beste Position erreichen. Nach der Saison 1977/78 ging es dann in die wiedereingeführte Landesliga. In der ersten Saison konnte der Abstieg mit zwei Punkten nur knapp verhindert werden. Nach der darauffolgenden Spielzeit ging es weiter runter in die Bezirksliga. Dort sollte es einige Jahre dauern, bis man als Meister am Ende der Saison 1984/85 wieder in die Landesliga zurückkehren konnte. Nur zwei Spielzeiten später stand aber der erneute Abstieg an. Die Saison 1988/89 endete zudem noch mit dem Abstieg in die Kreisliga A, diese konnte in der Folgesaison aber direkt wieder in Richtung Bezirksliga verlassen werden. Nach der Spielzeit 1992/93 ging es erneut in die Kreisliga A.

### 2000er
Nach vielen Jahren Abstinenz gelang der nächste Aufstieg zur Saison 2000/01. Hier hielt man sich bis zur Saison 2004/05, nach der es mit einer verjüngten Mannschaft wieder in die Kreisliga A ging. Von 2010 bis 2014 spielte man nur noch in der Kreisliga B. 2016, 2022 und 2024 gelang erneut der Aufstieg in die Bezirksliga Donau.